# Monts Metal·lífers (Eslovàquia)
Els Monts Metal·lífers d'Eslovàquia (en eslovac: Slovenské Rudohorie), pertanyen als Carpats occidentals, és la més extensa serralada a Eslovàquia. Desapareixen al sud del Baix Tatra i pràcticament cobreixen la meitat sud del centre d'Eslovàquia. A una altitud inferior als Tatra, assumeixen una més gran importància per al país, a causa dels seus recursos naturals i de les seves mines (moltes de les quals estan abandonades).
El nom actual de la serralada és l'anterior a 1918, quan Eslovàquia era una província d'Hongria. Poc després de la Primera Guerra Mundial, van passar a denominar-se fugaçment «Monts Metall-lífers d'Hongria» (en alemany: Ungarisches Erzgebirge) abans de convertir-se, després del Tractat de Saint-Germain-en-Laye (1919) i la integració de Txecoslovàquia, en els Monts Metal·lífers d'Eslovàquia.

## Descripció geogràfica
La serra té un terreny monòton, dominada per altiplans. A diferència d'altres muntanyes d'Eslovàquia, només té una lleugera depressió i realment pren el seu aspecte muntanyós en la seva part meridional. Geomorfològicament els Monts Metal·lífers d'Eslovàquia s'agrupen dinsdels Carpats occidentals interns. Les muntanyes no tenen una cresta central sinó que consisteixen en diverses seccions independents. Aquestes muntanyes totes densament poblades d'arbres, incloent les dues regions carst:
- Muntanyes de Vepor (Veporské verchy) al massís occidental, a la vora de Brezno;
- Spi-Gemer Karst (Karst de Spišsko-gemerský), centre nord-est, incloent el Parc Nacional del Paradís Eslovac;
- Muntanyes Stolica (Stolické verchy), al nord: el punt culminant del massís;
- Muntanyes de Volovec (Volovské verchy) a l'est;
- Muntanya Negra (Čierna hora) al nord-est, a la vora de Košice;
- Coves càrstiques d'Aggtelek i del Carst Eslovac extensió sud-est -amb conjunts hongaresos-.